# Aelurillus cypriotus
Aelurillus cypriotus (лат.) — вид пауков рода Aelurillus из семейства пауков-скакунчиков (Salticidae).

## Распространение
Восточное Средиземноморье: остров Кипр.

## Описание
Просома самцов сходна с окраской Aelurillus v-insignitus, но отличается отсутствием двух продольных белых полос на просоме. Структура эмболических отделов сходна с A. m-nigrum, но отличается наличием упрощённых апикальных частей терминальных апофиз, без верхней мембраны. Длина просомы самцов: 1,9 мм, ширина просомы: 1,5 мм.
Вид Aelurillus cypriotus был впервые описан российским арахнологом Галиной Азаркиной  (СО РАН, Новосибирск, Россия в 2006 году.